# Јован Ћетковић
Јован Ћетковић (Бери, код Подгорице, 1889 — Београд, 21. фебруар 1963) био је учесник Народноослобoдилачке борбе и друштвено-политички радник Народне Републике Црне Горе.

## Биографија
Рођен је 1889. у селу Бери, код Подгорице. Школовао се на Цетињу, где је завршио Богословско-учитељску школу, након чега је радио као учитељ. Мао младић, прикључио се Црногорској војсци и са њом учествовао у Балканским и Првом светском рату. Током Првог балканског рата учествовао је у борбама за Скадар, а у Првом светском рату, у борбама око Ловћена. Био је активан учесник борбе за уједињење Црне Горе и Србије и учесник Подгоричке скупштине, новембра 1918. године.
У међуратном периоду сарађивао је у многим опозиционим листовима, а био је уредник листа Глас народа у Никшићу. Од 1923. припадао је Земљорадничкој странци и био члан њеног Главног одбора. Припадао је њеном демократском делу, који је често сарађивао са комунистима. Како је непрекидно био у опозицији према тадашњем режиму Краљевине Југославије, отпуштен је 1928. из државне службе, а био је хапшен и прогањан од полиције. Био је истакнути говорник на зборовима које је организовала тада илегална Комунистичка партија Југославије (КПЈ), као и друге странке грађанске опозиције.
Након окупације Југославије 1941. укључио се у Народноослободилачки покрет (НОП). Фебруара 1942. био је учесник Скупштине црногорских и бокељских родољуба, одржане на Острогу, на којој је био међу првацима НОП Црне Горе. На Првом заседању Земаљског антифашистичког већа народног ослобођења Црне Горе и Боке, 15. новембра 1943. у Колашину изабран је за потпредседника Извршног одбора ЗАВНОЦГиБ. На Другом заседању ЗАВНО Црне Горе и Боке, одржаном 15. јула 1944. у Колашину, на коме је ЗАВНО прерастао у Црногорску антифашистичку скупштину народног ослобођења (ЦАСНО) изабран је за потпредседника њеног Председништва. На Оснивачкој скупштини Народноослободилачког фронта Црне Горе, одржаној 16. јула 1944. у Колашину, изабран је члана Главног одбора. У чланство Комунистичке партије Југославије примељн је 1944. године.
Када је 17. априла 1945. формирана Влада Федералне Црне Горе на челу са Блажом Јовановићем, постављен је за министра пољопривреде и шумарства. Августа 1945. на Трећем заседању АВНОЈ-а, у Београду изабран је за члана Председништва АВНОЈ-а. У Влади НР Црне Горе, формираној јануара 1947. поново се налазио на дужности министра. Касније се налазио на дужности потпредседника Президијума Народне скупштине НР Црне Горе. Биран је за посланика Народне скупштине НР Црне Горе и посланика Народне скупштине ФНРЈ, првог и другог сазива. Био је члан члан Савезног одбора ССРН Југославије и Главног одбора ССРН Црне Горе.
Бавио се публицистичким радом и објавио следеће књиге:
- Омладински покрет Црне Горе, Подгорица 1922.
- Ујединитељи Црне Горе и Србије, Дубровник 1940.
- Борбе око Скадра 1912—1913, Београд 1954.
- Карађорђе и Милош 1804—1830, Београд 1960.

Умро је 21. фебруара 1963. у Београду, а сахрањен је у селу Крусе, код Подгорице.
Носилац је Партизанске споменице 1941. и других југословенских одликовања, међу којима су — Орден заслуга за народ првог реда, Орден братства и јединства првог реда, Орден за храброст, као и Орден народног ослобођења којим је одликован 11. јула 1945. године.